# Glucoraphanine

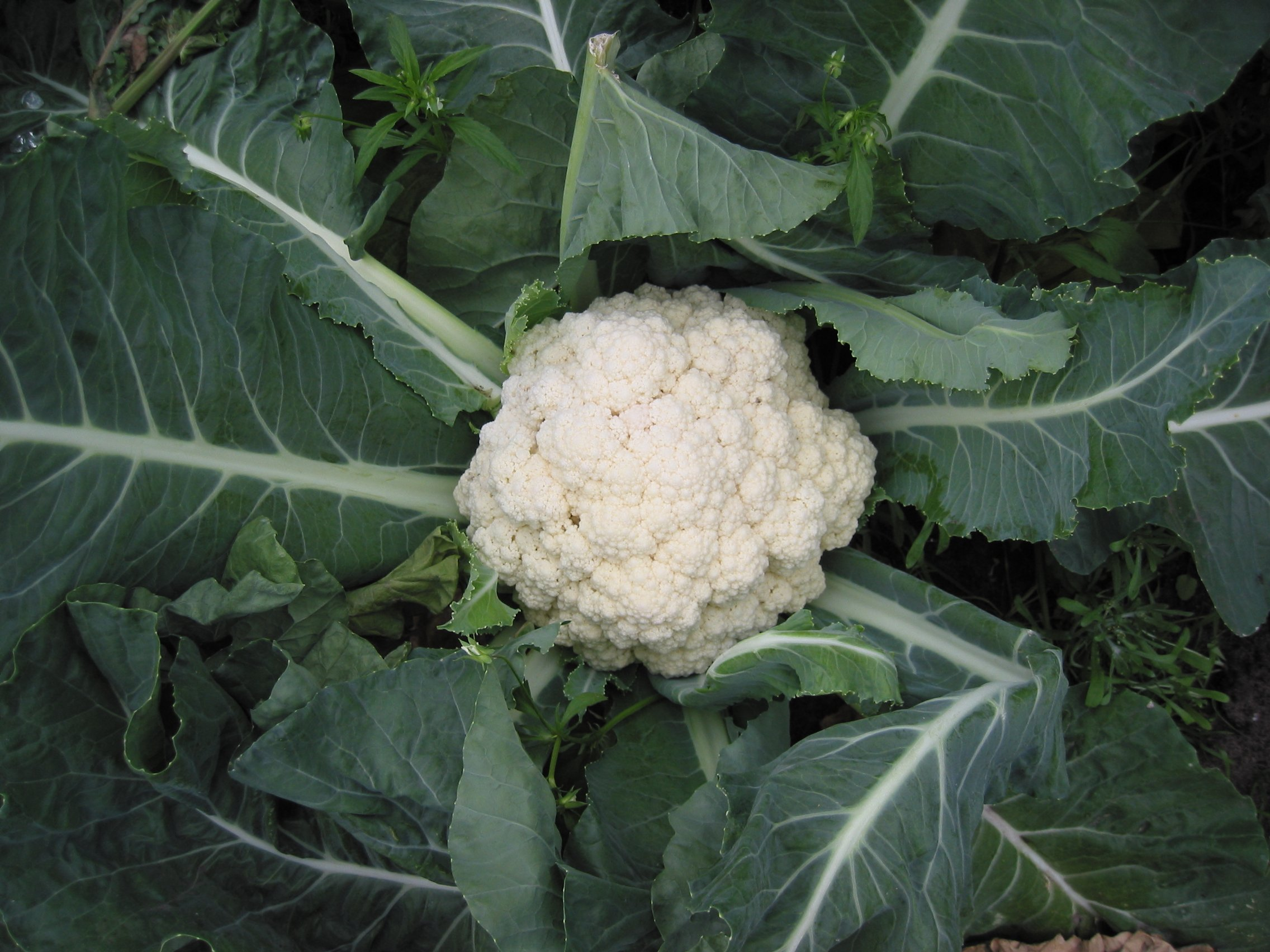
Le chou-fleur contient de la glucoraphanine

La glucoraphanine est un glucosinolate que l'on retrouve chez certaines plantes de la famille des brassicacées (ex-crucifères), dont le brocoli et le chou fleur,.
La glucoraphanine est convertie en sulforaphane par l'enzyme myrosinase. Le sulforaphane est utilisé par les plantes pour repousser les insectes et prévenir la prolifération de bactéries délétères (antibiotique sélectif).